# 阿布維爾戰役
阿布维尔戰役'發生於1940年5月27日至6月4日，是第二次世界大战法國戰役中的一場交戰。當時德軍裝甲部隊的進攻被阻饒，剛接替莫里斯·甘末林擔任法軍指揮官的馬克西姆·魏剛不顧一切試圖在阿布維爾打通一處缺口。